# 远程求值
在计算机科学中, 远程求值泛指任何包括将可执行软件程序从客户端传输到服务计算机并在服务器上执行的技术。程序结束后，执行的结果被发送到客户端。

远程求值是属于移动代码和Web服务技术。远程求值的一个例子是网格计算：可执行任务被发送到网格中的一个特定计算机上。任务执行完成后，执行结果被发回到客户端。客户端接着需要将多个并发计算的子任务的不同结果组装成一个结果。